# Laura Macaya Andrés
Laura Macaya Andrés (Barcelona, 1979) és una educadora social i militant anarcofeminista, experta en violències de gènere i investigadora en perspectives del feminisme antipunitiu. És autora del protocol «No callem» contra les agressions i els assetjaments sexuals en espais d'oci nocturn privat de l'Ajuntament de Barcelona i fins al 2021 va dirigir una casa d'acollida per a persones víctimes de la violència masclista.

## Obra publicada
- Esposas nefastas y otras aberraciones. El dispositivo jurídico como red de construcción de feminidad. Diletants, 2013. ISBN 978-84-616-4842-9.
- Putas e insumisas. Barcelona: Virus, 2017. ISBN 978-84-92559-80-0.
- Alianzas rebeldes. Un feminismo más allá de la identidad (amb Critina Garaizabal i Clara Serra). Barcelona: Bellaterra, 2021. ISBN 978-84-18684-11-1.[4]